# Cratere Le Monnier
Le Monnier è un cratere lunare di 68,4 km situato nella parte nord-orientale della faccia visibile della Luna.
Il cratere è dedicato all'astronomo francese Pierre Charles Le Monnier.

## Crateri correlati
Alcuni crateri minori situati in prossimità di Le Monnier sono convenzionalmente identificati, sulle mappe lunari, attraverso una lettera associata al nome.
| Le Monnier | Coordinate            | Diametro (in km) |
| ---------- | --------------------- | ---------------- |
| A          | 26°49′48″N 32°29′24″E | 20,87            |
| H          | 24°58′12″N 29°37′12″E | 4,7              |
| K          | 27°45′00″N 30°15′36″E | 4,02             |
| S          | 26°46′48″N 33°46′48″E | 38,32            |
| T          | 25°10′12″N 31°27′36″E | 16,21            |
| U          | 26°06′36″N 33°24′36″E | 25,14            |
| V          | 26°01′48″N 34°15′00″E | 23,1             |